# Будешть (Молдова)
Будешть (рум. Budeşti) — село в складі муніципію Кишинів в Молдові. Входить до складу сектора Чокана. Адміністративний центр однойменної комуни, до складу якої також входить село Ведулень.

## Визначні місця
В жовтні 2006 року в селі був відкритий молдовсько-німецький парк футбольних голів, присвячений чемпіонату світу з футболу, що відбувся в Німеччині. Парк у формі футбольного м'яча займає 44 сотки. Спочатку було заплановано посадити 147 дерев — за кількістю забитих м'ячів на чемпіонаті світу з футболу в Німеччині, проте Посол Німеччини Вольфганг Лерке запропонував посадити ще 27 дерев, що символізують День незалежності Молдови, який відзначається 27 серпня.
Також в селі Будешть знаходиться кінно-спортивний клуб «Спарта». На території проводиться чемпіонат по кінному спорту — конкур (змагання з доланням перешкод на конкурному полі).

## Люди
В селі народився Прока Василь Юхимович (1937—1982) — молдовський радянський географ.